# 畲语
畲语（「畲」，音同「奢」），又稱活畲话，是中国广东省莲花山区和罗浮山区的博罗、增城、惠东、海丰4县畲族所使用的语言，属于苗瑶语系苗语支，目前中国境内的畲族中仅有极少数广东省畲族（不足1000人）在使用。畲语没有文字。

## 与畲话的关系
畲族的语言有两种：一种是属于苗瑶语系瑶语支的畲语，使用人数不足畲族总人口的1%；另一种是属于汉藏语系汉语族的畲话，使用人数占畲族总人口的99%以上。游文良等人在其所著的《凤凰山畲语》中认为，畲语中的大部分词汇难以进行同源词分析，因此现在的畲语可能不是真正从古畲语分化演变下来的，而是一支由湖南进入粤中莲罗山区的畲族先民所使用的语言。由于这支畲民被广东瑶族长期包围，其语言被很大程度地瑶语化了，因而不应作为其它99%畲族的代表语言。他认为，畲话才是畲族真正的民族语言。

## 分布
在广东的博罗、增城、惠东、海丰等县区，有约1000（2000年）畲族人，自称“活聂”（hɔ22 ne53，“山人”），仍使用属于苗瑶语的畲语。:5这部分人口只占70万畲族（2010年）的0.2%左右。联合国教科文组织将其列为“严重濒危”（critically endangered），即濒危语言中最接近灭绝的一级。

## 历史
隋唐之际，畲族先民聚居在今天的粤、闽、赣三省交界地带。从唐至宋，大批汉族先民进入这一地区，他们使用的语言即今天客家话的先祖。汉族先民的经济、文化、教育程度比较发达，数量上也占据优势，畲族先民则杂居、散居在汉族先民之中。久而久之，畲族的语言发生了巨大的变化：大量吸收了早期客家话的借词，同时畲语的使用范围不断缩小，最终几乎完全为客家话变体（即畲话）所替代。:3
畲话虽然属于汉语，并被部分学者视为客家话的方言，但还保留一定的畲语色彩，如在语音上，浊鼻音作声母时带有同部位的塞音成分；在词汇中，个别词语的说法与客家话或其他汉语分支相去甚远，而跟畲语及其他苗瑶语相近，如称蜈蚣为kʰiu33（畲语kʰɔ35），称臭虫为kun33 pi22（畲语kɔn33 pʲi33）。:4《潮州府志》记载，当地畲族人将火称为“桃花溜溜”（畲语tʰɔ42），将饭称为“拐㶶”（畲语kwei35），说明当时潮州的畲族人也保留了一些畲语词汇。

## 系属
一般认为，畲语属于苗瑶语苗语支，中国国家民委:5和大部分辞书都采用这一说法。
但在语言学界，对畲语在苗瑶语中的地位还存在争议，可分为三类看法：
- 认为畲语属于苗语支，且与炯奈语关系密切。[12][13]:246
- 认为畲语属于瑶语支。[14]
- 认为畲语属于独立的畲语支。[15]:3

邓晓华、王士元指出，畲语的表层结构（语音、语法）比较接近瑶语，在受汉语影响的过程方面与瑶语相似；而深层结构（基本词汇）则比较接近苗语支。在他们的苗瑶语言树形图中，畲语属于苗语支大簇，同时又是苗语支大簇中相对独立的一枝。他们还补充说，如果添加古代汉语的数据，则其他语言之间的关系不变，唯有畲语会归入瑶语支大簇。这反映了畲语的地位恰处于苗、瑶语之间。

## 语音

### 声母
畲语（惠东）的声母表如下:11-13：
|                  |        | 塞音   | 塞音 | 塞擦音 | 塞擦音 | 鼻音 | 鼻音 | 擦音 | 擦音 |
| 不送气           | 送气   | 不送气 | 送气 | 浊音   | 清音   | 浊音 | 清音 |      |      |
| ---------------- | ------ | ------ | ---- | ------ | ------ | ---- | ---- | ---- | ---- |
| 唇音             | 一般   | p      | pʰ   |        |        | m    |      | v    | f    |
| 唇音             | 腭音化 | pʲ     | pʰʲ  |        |        | mʲ   |      |      |      |
| 齿龈音           | 一般   | t      | tʰ   | ts     | tsʰ    | n    |      | z    | s    |
| 齿龈音           | 腭音化 | tʲ     | tʰʲ  | tsʲ    | tsʰʲ   | nʲ   |      | zʲ   | sʲ   |
| 软腭音 和 声门音 | 一般   | k      | kʰ   |        |        | ŋ    | ŋ̊    |      | h    |
| 软腭音 和 声门音 | 腭音化 | kʲ     | kʰʲ  |        |        | ŋʲ   |      |      | hʲ   |
| 软腭音 和 声门音 | 唇音化 | kʷ     | kʰʷ  |        |        |      |      |      |      |

- 浊鼻音声母m、n、ŋ后带有同部位的塞音成分，实际音值为mp、nt、ŋk。
- 声母n有自由变体l，nʲ有自由变体lʲ。
- 声母kʲ、kʰʲ、ŋʲ的音值接近c、cʰ、ɲ。
- 元音（尤其是高元音）开头的音节，实际带有喉塞音声母ʔ。
- 声母ŋ̊只出现在音节ŋ̊ŋ̍中：原音节huŋ的韵母简化为ŋ̍，声母同化为ŋ̊。因此也有学者[17]:356将ŋ̊视为h的变体，而非独立声母。

### 韵母
畲语（惠东）的韵母表如下:10、13、14：
| i |    | iu | in |    | it |    |
| e | ei | eu | en | eŋ | et |    |
| a | ai | au | an | aŋ | at | ak |
| ɔ | ɔi |    | ɔn | ɔŋ |    | ɔk |
| ɤ |    |    |    |    |    |    |
| u | ui |    | un | uŋ | ut | uk |
|   |    |    |    | ŋ̍  |    |    |

- 韵母i有两个条件变体，在腭音化声母后读i，在非腭音化声母后读ɪ。
- 塞音韵尾-t、-k读唯闭音。带塞音韵尾的韵母只出现在汉语借词中。
- 韵母ŋ̍只见于ŋ̍和ŋ̊ŋ̍音节中。

### 声调
畲语（惠东）的声调表如下:14、15：
|            | 调号 | 调值 | 来源         | 来源             |
| 苗瑶语调类 | 调号 | 调值 | 汉语借词调类 |                  |
| ---------- | ---- | ---- | ------------ | ---------------- |
| 舒声调     | 1    | 22   | 第1调        |                  |
| 舒声调     | 2    | 53   | 第2调        |                  |
| 舒声调     | 3    | 33   | 第3调        | 阴平             |
| 舒声调     | 4    | 42   | 第4调和第6调 |                  |
| 舒声调     | 5    | 31   | 第5调        |                  |
| 舒声调     | 6    | 35   | 第7调和第8调 | 阳平、上声、去声 |
| 促声调     | 7    | 21   |              | 入声             |
| 促声调     | 8    | 54   |              | 入声             |

## 词汇
畲语的词汇系统主要有三个来源:17，21-24：
- 与其他苗瑶语有同源或同根关系。
- 畲语特有的词汇。
- 汉语借词。
  - 早期汉语借词，是苗瑶畲等民族的先祖从上古/中古汉语中所借来的，广泛分布在各种苗瑶语中，但数量不多。
  - 客家话借词，数量比较多（约占常用词的16%[11]），带有客家方言的语音色彩，如古汉语浊塞音、塞擦音今读送气清音。

## 方言
畲语可以分为两个方言：惠东、海丰两地的畲语为莲花方言，博罗、增城两地为罗浮方言。互相之间可以自由交谈，内部一致性大。:86

## 參閲
- 畲語音系
- 畲語語法